# Greg Egan
Gregory Mark Egan (Perth, 20 agosto 1961) è uno scrittore di fantascienza australiano.
Egan è famoso per le sue storie di fantascienza hard con forti basi di matematica e fisica quantistica, inclusa l'analisi della natura della coscienza. Altri temi da lui trattati sono la genetica, la realtà virtuale, l'ontologia quantistica, il trasferimento della coscienza, la sessualità e l'intelligenza artificiale. Ha vinto il Premio Hugo (per il quale è stato candidato più volte) e il Premio John Wood Campbell Memorial per miglior romanzo, due dei tre più importanti premi fantascientifici. Alcuni dei suoi primi racconti contengono inoltre alcuni elementi sovrannaturali e horror. Il suo romanzo più noto, Permutation City, è un'esplorazione dell'argomento del trasferimento della personalità e della mente umana in elaboratori elettronici e della sua copia. Il protagonista stravolge il concetto di identità stessa di una persona, rendendo la lettura dei suoi libri una sfida intellettuale per il lettore.
(New Scientist)
I racconti di Egan sono stati pubblicati su molte riviste del settore e sono apparsi regolarmente su Interzone e Asimov's Science Fiction.
Egan svolge anche la professione di programmatore di computer. È vegetariano.

## Opere

### Romanzi
- An Unusual Angle (1983)
- La Terra moltiplicata (Quarantine, 1992), traduzione di Nicola Fantini, Cosmo. Collana di Fantascienza 264, Editrice Nord, 1995; Tascabili Fantascienza 41, Editrice Nord, 1998.
- Permutation City (1994)
- Distress (1995), Urania 1437, Mondadori, 2002.
- Diaspora (1997), Urania 1460, Mondadori, 2003.
- Il culto degli oceani (Oceanic, 1998)
- Teranesia (1999), Solaria 18, Fanucci, 2001
- La scala di Schild (Schild's Ladder, 2002), Urania 1490, Mondadori, 2004.
- Incandescence (2008), Urania 1562, Mondadori, 2010.
- Zendegi (2010)
- Dichronauts (2017)
- Perielio d'estate (2019), Urania 1737, Mondadori, 2025.

#### TrilogiaOrthogonal
- Il razzo a orologeria (The Clockwork Rocket , 2011), Urania 1646, Mondadori, 2017.
- The Eternal Flame (2012)
- The Arrows of Time (2013)

### Raccolte di racconti
- Axiomatic (1995), Urania 1470, Mondadori, 2003.
- Our Lady of Chernobyl (1995)
- Luminous (1998), Urania 1412, Mondadori, 2001.
- Dark Integers and Other Stories (2008)
- Crystal Nights and Other Stories (2009)
- Oceanic (2009)
- The Best of Greg Egan (2019)
- Instantiation (2020)

## Premi
- Permutation City: Premio John Wood Campbell Memorial (1995)[2]
- Il culto degli oceani (Oceanic): Premio Hugo (1999)[3], Premio Locus (1999)[4], Premio Asimov's Readers (1998)

## Cortometraggi
Dal racconto Axiomatic è stato tratto l'omonimo cortometraggio, per la regia di Kelly Kuperis.